# كاتدرائية جرش

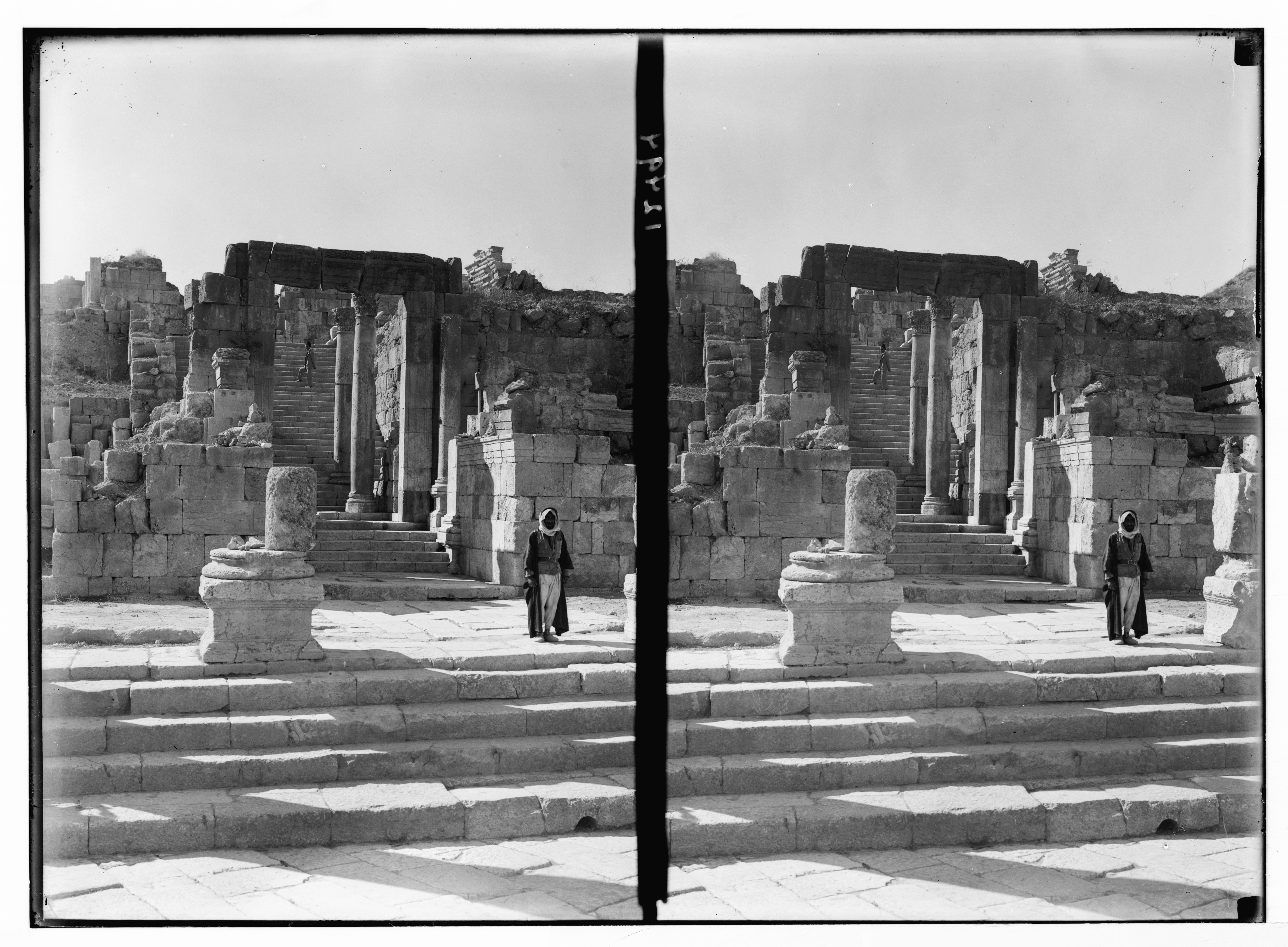
جرش. مدخل مجمع الكاتدرائية LOC matpc.04521.tif

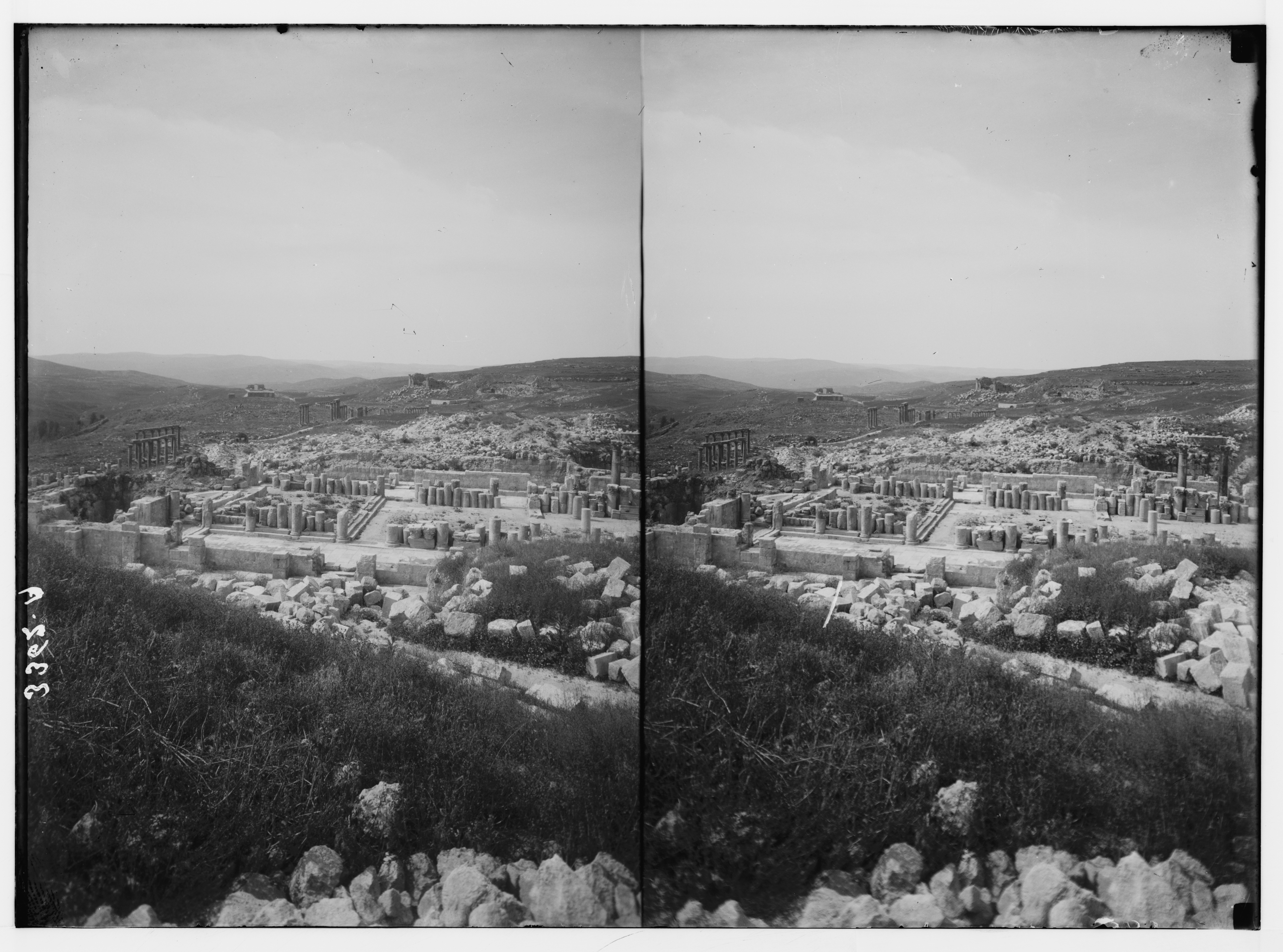
آثار جرش (جراسا). أطلال الكاتدرائية (كاتدرائية القديسة مريم). إظهار الشارع الرئيسي والمنتدى. ملف LOC matpc.02752.tif

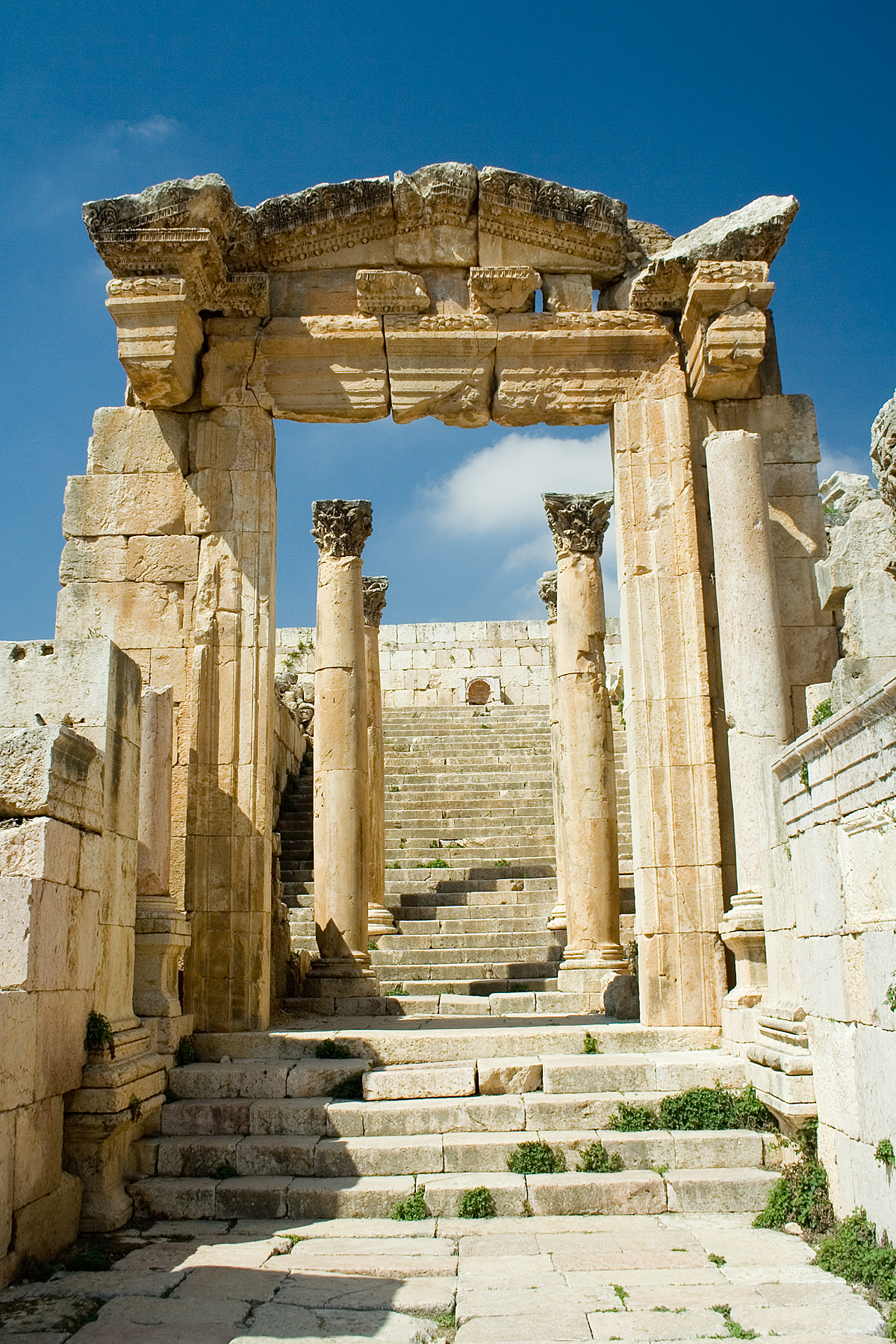
بوابة كاتدرائية جرش - نسبها إلى ديفيد بيورجن

كاتدرائية جرش- وتسمى أيضًا بــ (كاتدرائية القديسة مريم) في جرشبالأردن، والتي أصبحت الآن في حالة خراب، وقد تم بناء هذه الكاتدرائية على موقع معبد روماني سابق ، وتم بنائها في القرن الرابع الميلادي( تقريبا 450) ، وهي تعد من أقدم الكنائس البزنطية في جرش الأثرية، وبعض حجارة البناء المستخدمة في الكاتدرائية من أعمدة وزخارف نقلت من زيوس وأعيد أستخدامها في بنائها.
يقع المدخل الرئيس للكاتدرائية على الجانب الغربي من ساحة تدعى ساجة النافورة ، وتوجد ثمانية مداخل جانبية أخرى للكنيسة، كما أنها مقسمة من الداخل إلى ثلاثة أقسام بصفين من الأعمدة مع حنية في مقدمة الكنيسة لا يسمح بدخولها الا للقس.

## البناء
تم إنشاء كاتدرائية جرش على أنقاض المعبد الروماني لديونيسوسDionysus ، والذي بني على موقع معبد لذو شرىDushara، إله البيت الملكي النبطي. تم نقل بقايا المعبد الروماني إلى مستوى المنصة قبل وقت قصير من بدء تشييد المبنى الجديد للكاتدرائية، وتم إعادة استخدام عناصره المعمارية، مثل الأعمدة، واستغلالها كمواد لبناء الكاتدرائية. وقد تم تسمية الكاتدرائية باسم كاتدرائية ا"لقديسة مريم"، وتظهر الآثار في - صور الأبيض والأسود- مدخل مجمع الكاتدرائية والشارع الرئيسي والمنتدى.
ولا يزال روعة فن العمارة في هذه الكاتدرائية ظاهرة للعيان، فمن خلال ما تبقى من آثارها يمكن ملاحظة الثقوب في الأعمدة وجدران الكنيسة والتي من المحتمل أنها من أجل تثبيت القوالب الجصية المزينة ومجسما الزينة البرونزية.

#### ويعود تاريخ كاتدرائية جرش الأثرية في الأردن إلى فترة ارتبطت ارتباطًا وثيقًا بالتاريخ الروماني والإمبراطورية الرومانية.[2]
- أصل روماني: تم بناء كاتدرائية جرش القديمة في الأصل خلال الحكم الروماني في القرن الرابع الميلادي وكانت موقعًا مسيحيًا مبكرًا مهمًا.
- الانصهار الثقافي: تجمع الكاتدرائية بين العمارة الرومانية والرمزية المسيحية المبكرة، مما يدل على اندماج الثقافات والمعتقدات في المنطقة.
- هيكل البازيليكا: تتبع الكاتدرائية مخطط أرضية البازيليكا، وهو شكل بناء روماني نموذجي كان منتشرًا أيضًا على نطاق واسع في الهندسة المعمارية المسيحية في الإمبراطورية الرومانية.
- اللوحات الجدارية والفسيفساء: يوجد داخل الكاتدرائية لوحات جدارية وفسيفساء محفوظة جيدًا تصور قصص الكتاب المقدس والرموز المسيحية.
- النفوذ الروماني: أثناء الحكم الروماني في جرش ازدهرت المدينة، وكانت الكاتدرائية شاهدة على ذلك العصر.
- الاستمرارية الثقافية: كاتدرائية جرش القديمة هي تذكير لكيفية استمرار الثقافات والمعتقدات عبر القرون وكيف يؤثر الماضي على الحاضر.

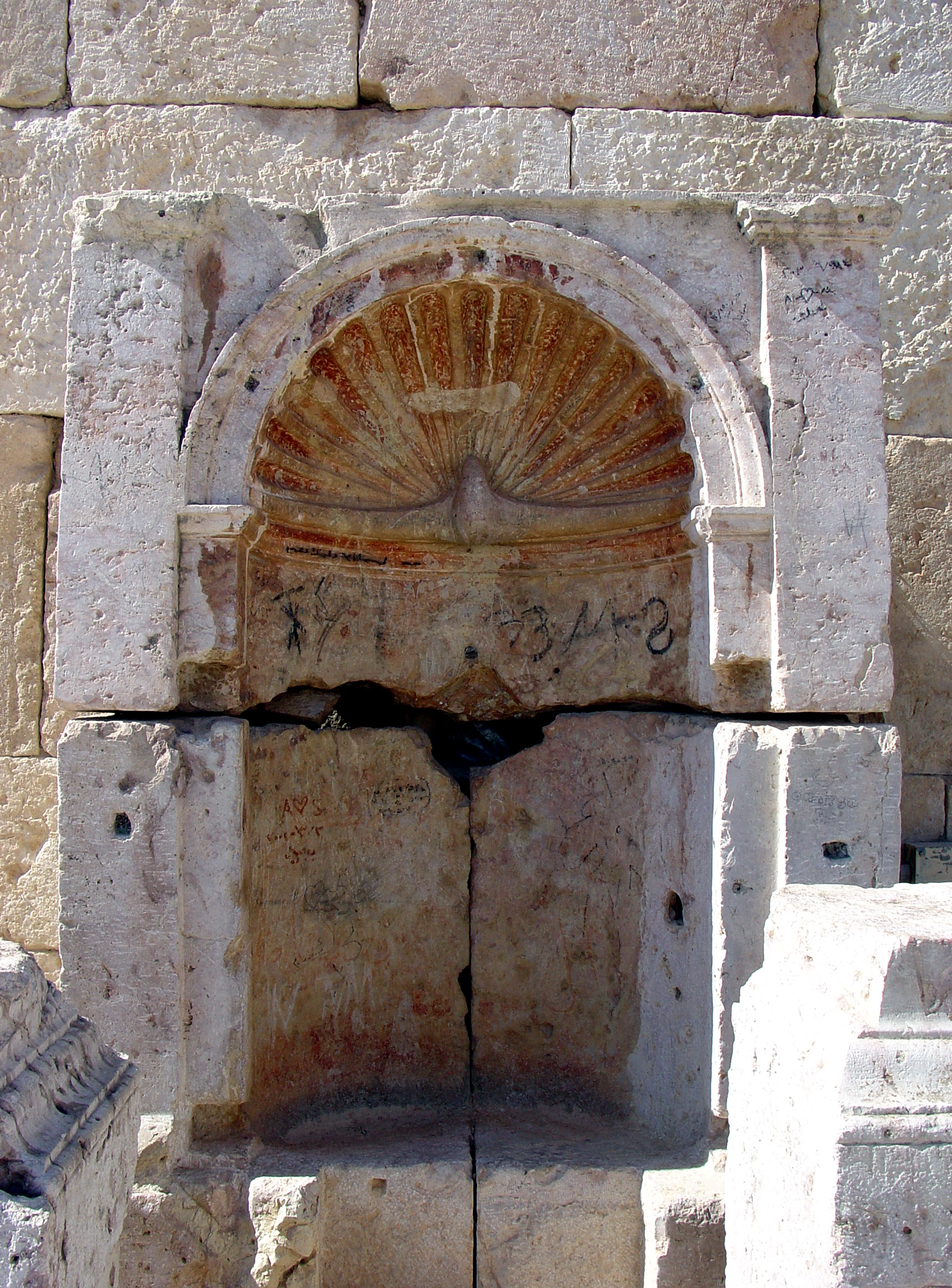

- معنى الاعتقاد: تمثل الكاتدرائية أهمية الإيمان في تاريخ البشرية وثقافتها وكيف يمكن للإيمان أن يشكل الأماكن والهويات.
- التهجين الثقافي: يُظهر اندماج الكاتدرائية بين العمارة الرومانية والرمزية المسيحية كيف يمكن للثقافات والأفكار المختلفة أن تتعايش في المجتمع.
- قوة المباني: تُظهر الهندسة المعمارية للكاتدرائية كيف يمكن للمباني أن تشكل ليس فقط الهياكل المادية، ولكن أيضًا الهويات والقصص الثقافية.
- ابحث عن المعنى: أماكن مثل الكاتدرائية القديمة تدعوك إلى التأمل الروحي والتأمل الداخلي. إنهم يذكروننا بأهمية البحث عن المعنى والروحانية في حياة الإنسان.

وتعتبر كاتدرائية جرش الأثرية مثالا حياً على الارتباط بين التاريخ الروماني والنفوذ الروماني وظهور المسيحية في المنطقة

## كنائس أخرى في جرش
على الرغم من أن جرش (أو جراسا) تشتهر بعدد كبير من الكنائس، غير أن العديد منها ذات حجم مثير للإعجاب. ويعود تاريخ معظمها إلى القرنين الخامس والسادس الميلادي، وهي تمتاز بأنها ذات طراز بازيليكي في مخططها.